# It's My House (Mika)
It's My House è un singolo del cantante britannico Mika, pubblicato il 20 ottobre 2017.

## Promozione
Il brano è stata la sigla della seconda stagione di Stasera casa Mika.